# ヴィクトリア・レジー・ケネディ

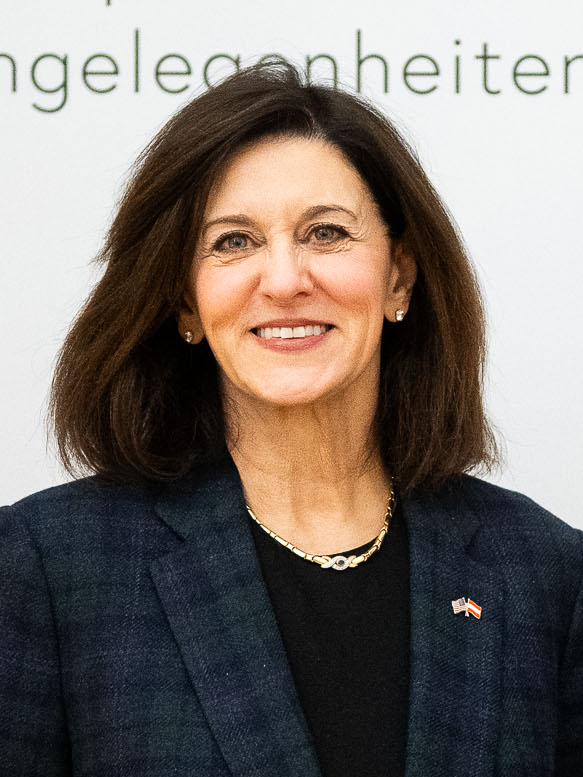
ヴィクトリア・ケネディ

ヴィクトリア・レジー・ケネディ（Victoria Reggie Kennedy、1954年 - ）は、アメリカ合衆国の弁護士で、連邦上院議員エドワード・ケネディの妻。1992年8月21日に結婚した。2021年ジョー・バイデン大統領より、駐オーストリア大使に指名される。エドワードの兄には大統領ジョン・F・ケネディや司法長官ロバート・F・ケネディらがいる。